# Zwick Roell
Zwick Roell (Eigenschreibweise ZwickRoell) ist eine deutsche Maschinenbauunternehmensgruppe, die auf die Herstellung von Maschinen für die Werkstoffprüfung spezialisiert ist.
Die Firmengruppe ist in 56 Ländern weltweit vertreten und unterhält Produktionsstandorte in Ulm-Einsingen, Bickenbach, Fürstenfeld (AT) und Stourbridge (UK). Weiter sind Repräsentanzen in USA, Singapur, Frankreich, Großbritannien, Spanien, Brasilien, Türkei und der Volksrepublik China. Im Jahr 2024 beschäftigte die Gruppe 1800 Mitarbeiter.

## Geschichte
Paul Roell gründete 1920 gemeinsam mit Alfred Korthaus die Prüfmaschinenfirma Roell + Korthaus. Ein Jahr später wurde Paul Roell alleiniger Gesellschafter. Das Unternehmen überdauerte den Zweiten Weltkrieg problemlos.
Im Jahr 1952 wurde sein Sohn Werner Paul Roell Geschäftsführer. 1982 übernahm Roell das 1854 in Schaffhausen durch Jacob Amsler-Laffon gegründete Unternehmen Amsler, welches der Welt ältester Anbieter für Mess- und Regelungstechnik war. Roell-Amsler machte sich insbesondere in den 1980er und 1990er Jahren am Standort Gottmadingen einen Namen mit seinen hydraulischen Prüfmaschinen. Im August 2003 wurde das Unternehmen in Gottmadingen stillgelegt. Die Produktion wurde zu Zwick nach Ulm verlagert.
1938 vor Beginn des Zweiten Weltkrieges hatte Franz Zwick Senior zusammen mit dem Konstrukteur Max Späth in Ulm-Einsingen auf dem Gelände einer alten Knopffabrik mit dem Bau von Universalprüfmaschinen begonnen. Das Unternehmen Zwick entwickelte sich nach dem Ende des Zweiten Weltkrieges zu einem der führenden Hersteller auf diesem Gebiet.
1992 schloss sich Zwick mit der Roell Gruppe zur Zwick Roell Gruppe zusammen. Ulm-Einsingen wurde zum Hauptsitz. Nach diversen weiteren Zukäufen wurde die nunmehr aus mehreren Gesellschaften bestehende Gruppe 2001 in eine Aktiengesellschaft mit Holdingstruktur überführt, wobei die operativen Aufgaben überwiegend von der Zwick GmbH & Co. KG am Standort Ulm-Einsingen wahrgenommen werden. Die übrigen Gesellschaften haben sich auf verschiedene Segmente im Prüfmaschinenmarkt spezialisiert.
Die unternehmenseigene Fachmesse testXpo, die erstmals 1992 stattfand, entwickelte sich über die Jahre zu einem internationalen Branchentreffpunkt. 2019 verzeichnete sie über 2.000 Besucher aus aller Welt¹.
Im Jahr 2021 wurde Klaus Cierocki zum Vorstandsvorsitzenden der ZwickRoell AG ernannt. Zwei Jahre später beschloss die Hauptversammlung die formwechselnde Umwandlung der ZwickRoell AG in die ZwickRoell SE mit Sitz in München². 2024 erzielte die Unternehmensgruppe einen Umsatz von 312 Millionen Euro¹. Im Jahr 2025 lag der Fokus auf dem Ausbau von Prüflösungen für Wasserstofftechnologie und Batterieforschung sowie auf einer verstärkten ESG-Berichterstattung gemäß der Corporate Sustainability Reporting Directive (CSRD)¹.

## Produkte und Technologien
ZwickRoell bietet Prüfmaschinen und Zubehör für verschiedene mechanische Prüfverfahren, darunter:
- Universalprüfmaschinen für Zug-, Druck- und Biegeprüfungen
- Härteprüfgeräte, Pendelschlagwerke, Fließprüfgeräte
- HDT/Vicat-Prüfgeräte, Schnellzerreißmaschinen
- Extensometer und Probenvorbereitungssysteme
- Prüfsoftware (testXpert)
- Automatisierungslösungen
- Systeme für die Prüfung von Batterien und Komponenten der Wasserstofftechnologie

## Innovation und Automatisierung
Das Unternehmen entwickelt automatisierte Prüfsysteme und Softwarelösungen zur Erhöhung der Effizienz und Reproduzierbarkeit in Prüflaboren. Für Anwendungen in der Wasserstofftechnologie, wie etwa Brennstoffzellen und Druckbehälter, stehen spezialisierte Prüfmaschinen zur Verfügung. In der Batterieforschung werden unter anderem Zellgehäuse und Elektrodenmaterialien mechanisch geprüft.

## Branchen und Märkte
Die Produkte von ZwickRoell finden Anwendung in zahlreichen Industriezweigen, darunter:
- Automobilindustrie
- Medizintechnik
- Luft- und Raumfahrt
- Kunststoff- und Metallverarbeitung
- Bauwesen
- Hochschulen und Forschungseinrichtungen
- Energietechnik (Batterien, Wasserstoff, Brennstoffzellen)

## Standorte und Internationalisierung
ZwickRoell unterhält derzeit Produktionsstandorte in:
- Ulm-Einsingen, Bickenbach (Deutschland)

- Fürstenfeld (Österreich)

- Shanghai (China)

Vertriebs- und Servicegesellschaften bestehen unter anderem in den USA, Brasilien, Frankreich, Spanien, Singapur und Indien. Insgesamt ist das ZwickRoell in mehr als 56 Ländern vertreten.

## Nachhaltigkeit und Soziales
Auch im sozialen Bereich engagiert sich ZwickRoell aktiv, unter anderem durch Bildungsförderung über die firmeneigene ZwickRoell Academy in Chennai (Indien). Darüber hinaus werden regelmäßig soziale Initiativen durchgeführt, wie etwa der Spendenlauf „ZwickRoell runs the world“. Im Bereich der unternehmerischen Verantwortung setzt das Unternehmen das Lieferketten-Sorgfaltspflichten-Gesetz (LkSG) um und stärkt damit Transparenz und ethische Standards entlang der gesamten Wertschöpfungskette.

## Führung und Besitzverhältnisse
ZwickRoell ist eine familiengeführte Aktiengesellschaft mit Holdingstruktur. Vorstandsvorsitzender ist Klaus Cierocki. Die Eigentümerstruktur ist privat.